# Richard Wayne Janney
Richard Wayne Janney (* 23. August 1945 in Billings; † 18. Oktober 2021) war ein US-amerikanischer Anglist.

## Leben
Er erwarb 1971 den M.A. in Anglistik an der Western Washington State University und 1975 die Promotion an der University of Delaware. Von 1976 bis 1995 forschte und lehrte er an der Universität zu Köln. 1995 habilitierte er sich und übernahm eine Lehrstuhlvertretung an der Universität Frankfurt am Main. 1996 wurde er auf die C3-Professur für anglistische Sprachwissenschaft an der Ludwig-Maximilians-Universität München berufen. 2010 ging er in den Ruhestand.
Janneys Forschungsschwerpunkt lag im Bereich der linguistischen Pragmatik. Ab 1990 war er Mitherausgeber des Journal of Pragmatics.

## Schriften (Auswahl)
- Personae in Norman Mailer's autobiographical reportage. 1975, OCLC 930967558.
- mit Horst Arndt: InterGrammar. Toward an integrative model of verbal, prosodic and kinesic choices in speech. Berlin 1987, ISBN 3-11-011244-2.
- Speech and affect. Emotive uses of English. 1996, OCLC 76151440.